# Estados Unidos en la Copa Mundial de Rugby de 1999
La Selección de rugby de Estados Unidos fue uno de los 20 participantes de la Copa Mundial de Rugby de 1999 que se realizó en Gales.
Fue la tercera participación de las Águilas en la Copa Mundial de Rugby.

## Plantel
| Nombre              | Posición       | Club                                  |
| ------------------- | -------------- | ------------------------------------- |
| Tom Billups         | hooker         | Pontypridd RFC                        |
| Kirk Khasigian      | hooker         | University of California              |
| Joe Clayton         | pilar          | Old Blues                             |
| Marc L'Huillier     | pilar          | Sydney University                     |
| Ray Lehner          | pilar          | Oxford University                     |
| George Sucher       | pilar          | Washington                            |
| Luke Gross          | segunda línea  | Harlequins                            |
| Alec Parker (c.)    | segunda línea  | Gentlemen of Aspen                    |
| Dave Hodges         | segunda línea  | Llanelli RFC                          |
| Shaun Paga          | ala            | University of California              |
| Richard Tardits     | ala            | Life University                       |
| Fifita Mounga       | ala            | Old Blues                             |
| Dan Lyle            | Número 8       | Bath Rugby                            |
| Rob Lumkong         | Número 8       | Denver Barbarians                     |
| Kevin Dalzell       | medio scrum    | Old Mission Beach Athletic Club Rugby |
| Jesse Coulson       | medio scrum    | Hamilton Old Boys                     |
| David Niu           | medio apertura | Philadelphia Whitemarsh               |
| Dave Stroble        | medio apertura | Maisons-Laffitte                      |
| Juan Grobler        | centro         | Denver Barbarians                     |
| Alatini Saulala     | centro         | San Mateo                             |
| Mark Scharrenberg   | centro         | Golden Gate                           |
| Tomasi Takau        | centro         | Gentlemen of Aspen                    |
| Mark Williams       | centro         | Gentlemen of Aspen                    |
| Vaea Anitoni        | wing           | San Mateo                             |
| Andre Blom          | wing           | Denver Barbarians                     |
| Brian Hightower     | wing           | Gentlemen of Aspen                    |
| Rich Schurfeld      | wing           | Ann Arbor                             |
| Sinapati Uiagalelei | wing           | Orange County Islanders               |
| Kurt Shuman         | zaguero        | Old Mission Beach Athletic Club Rugby |

## Participación

#### Grupo E
| Equipo         | Gan. | Emp. | Per. | A favor | En contra | Puntos |
| -------------- | ---- | ---- | ---- | ------- | --------- | ------ |
| Australia      | 3    | 0    | 0    | 135     | 31        | 6      |
| Irlanda        | 2    | 0    | 1    | 100     | 45        | 4      |
| Rumania        | 1    | 0    | 2    | 50      | 126       | 2      |
| Estados Unidos | 0    | 0    | 3    | 52      | 135       | 0      |
| 2 de octubre | Irlanda | 53 - 8 | Estados Unidos | Lansdowne Road, Dublín |  |

| 9 de octubre | Estados Unidos | 25 - 27 | Rumania | Lansdowne Road, Dublín |  |

| 14 de octubre | Australia | 55 - 19 | Estados Unidos | Thomond Park, Limerick |  |